# Демаков, Виталий Алексеевич
Виталий Алексеевич Демаков (23 октября 1946 — 21 февраля 2021) — советский и российский микробиолог, специалист в области химического мутагенеза, экологии и генетики микроорганизмов, член-корреспондент РАН (2008).

## Биография
Родился 23 октября 1946 года в г. Котельниче Кировской области.
В 1971 году окончил санитарно-гигиенический факультет Пермского государственного медицинского института, после чего учился там же в аспирантуре и до 1979 года работал ассистентом.
В 1975 году защитил кандидатскую диссертацию «Бромированные алкилы как промышленные яды и атмосферные загрязнения».
С 1978 года работал в Институте экологии и генетики микроорганизмов УрО РАН (ИЭГМ УрО РАН), пройдя путь от заведующего лабораторией до директора института (с 2003 года).
В 1999 году защитил докторскую диссертацию. В 2001 году присвоено учёное звание профессора.
С 2005 года вёл преподавательскую деятельность в должности профессора кафедры микробиологии и иммунологии биологического факультета Пермского государственного университета. С 2006 года входил в состав экспертного совета ВАК РФ по биологическим наукам.
29 мая 2008 года был избран членом-корреспондентом РАН по Отделению биологических наук (экология и генетика микроорганизмов).

## Научная деятельность
Вёл исследования в следующих областях микробиологии:
- биохимические и генетические системы трансформации органических соединений у бактерий, перспективных для биотехнологии;
- селекция, химический мутагенез и генетическое конструирование штаммов микроорганизмов для биотрансформации, биокатализа и биодеградации органических соединений;
- разработка биокаталитических технологий синтеза органических кислот, амидов, эфиров и энантиомерно-чистых соединений для полимерной химии, медицины и экологической биотехнологии на основе микроорганизмов-продуцентов, селекционированных из природных и антропогенно-изменённых почв;
- изучение процессов метаболизма и биотрансформации производных карбоновых кислот: нитрилов, амидов, сложных эфиров, алифатических и ароматических кислот; ароматических соединений: производных бензола, фенола, пиридина, хинолина, акридина, серосодержащих ароматических соединений;
- исследование ферментов метаболизма органических веществ: нитрилгидратаз, нитрилаз, амидаз, карбоксилэстераз, альдоксимдегидратаз;
- изучение влияния различных способов иммобилизации на биокаталитические системы, биокатализ;
- исследование плазмид и факторов резистентности для конструирования векторов клонирования;
- изучение метаболических путей разложения моно- и полиароматических соединений и их галогенированных производных и характеристика ключевых ферментов трансформации данных соединений у активных бактерий-деструкторов.

Автор более 200 публикаций, в том числе более 100 статей и 4 монографий. Руководитель исполнения грантов Российского фонда фундаментальных исследований (2006—2009).
Член Учёного совета Пермского научного центра УрО РАН. Председатель учёного и диссертационного советов ИЭГМ УрО РАН. Под руководством В. А. Демакова защищены 11 кандидатских диссертаций.
Избранные публикации
- Демаков В. А., Максимов А. Ю. Каталитические свойства итрилгидратазы, иммобилизованной на оксидах алюминия и углеродсодержащих адсорбентах // Прикладная биохимия и микробиология. 2010. Т. 46, № 4. С. 16 — 42.
- Демаков В. А., Максимова Ю. Г., Максимов А. Ю. Иммобилизация клеток микроорганизмов: биотехнологические аспекты // Биотехнология. 2008. № 2. С. 30-45.
- Максимов А. Ю., Максимова Ю. Г., Кузнецова М. В., Олонцев В. Ф., Демаков В. А. Иммобилизация на углеродных сорбентах штамма Rhodococcus ruber gt1, обладающего нитрилгидратазной активностью // Прикладная микробиология и биохимия. 2007. Т. 43, № 2. С. 193—198.
- Демаков В. А., Максимов А. Ю., Кузнецова М. В., Овечкина Г. В., Ремезовская Н. Б., Максимова Ю. Г. Биологическое разнообразие нитрил-метаболизирующих бактерий антропогенно-измененных почв Пермского края // Экология. 2007. № 3. С. 185—190.
- Максимов А. Ю., Кузнецова М. В., Овечкина Г. В., Козлов С. В., Максимова Ю. Г., Демаков В. А. Влияние нитрилов и амидов на рост и нитрилгидратазную активность штамма Rhodococcus sp. gt1 // Прикладная биохимия и микробиология. 2003. Т. 39, № 1. С. 63-68.

## Награды
- Медаль ордена «За заслуги перед Отечеством» II степени (2009)[4]
- Почётные грамоты Российской академии наук и Профсоюза работников РАН, Уральского отделения РАН и Правительства Пермского края.